# Coleosporium senecionis
Coleosporium senecionis is een schimmel in de familie van Coleosporiaceae. Hij komt voor op Pinus en Asteraceae. 

## Verspreiding
Hij komt met name voor in Europa, maar er zijn ook waarnemingen bekend uit Noord-Amerika, Zuid-Amerika en Japan.